# Bonegilla Migrant Reception and Training Centre

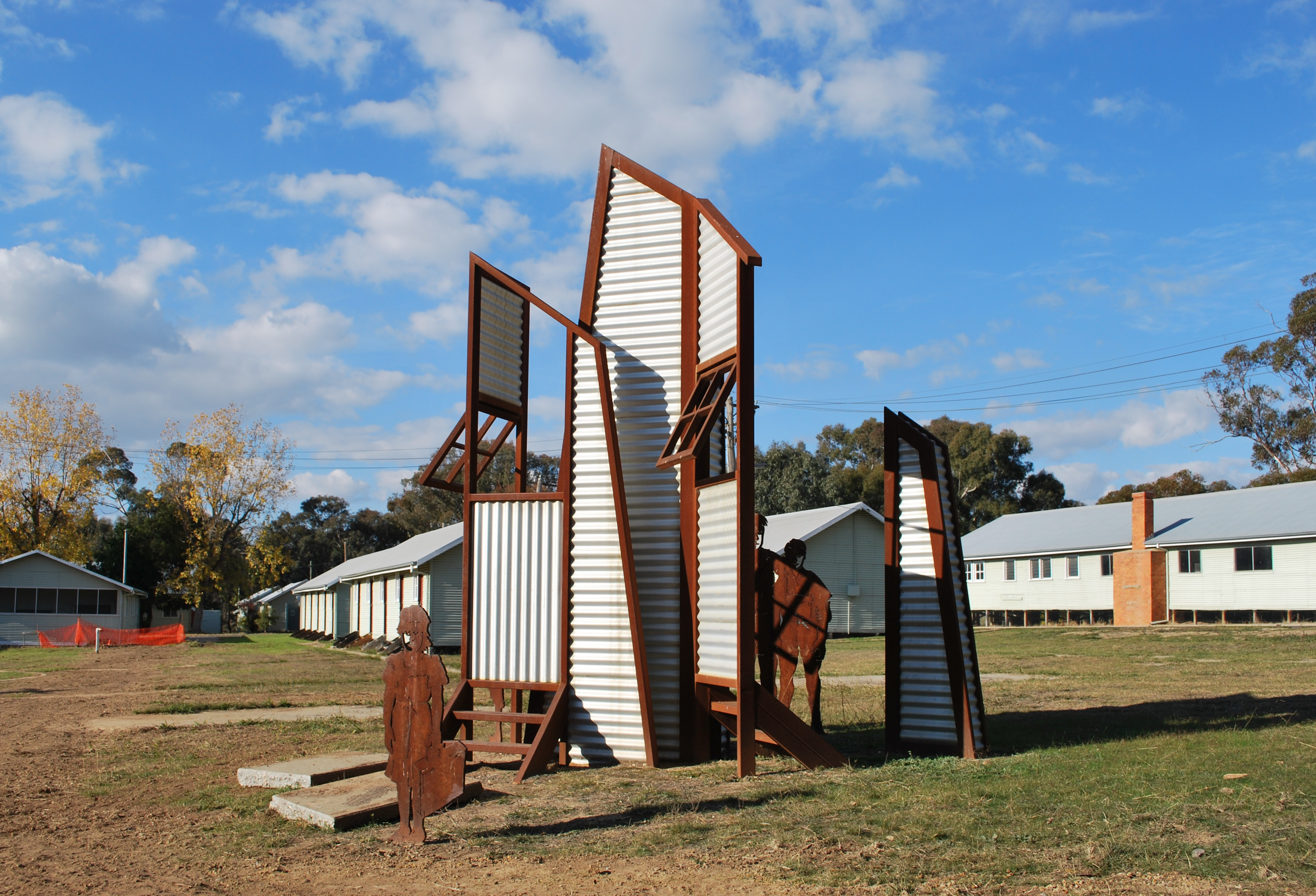
Die Skulptur erinnert an die Einwanderer

Das Bonegilla Migrant Reception and Training Centre (deutsch: Bonegilla-Einwanderungsempfangs- und Trainingszentrum), auch Bonegilla Migrant Camp genannt, diente nach dem Ende des Zweiten Weltkriegs zur Aufnahme von Einwanderern. Das von 1947 bis November 1971 betriebene Bonegilla Migrant Camp war das größte und das am längsten betriebene Lager für Immigranten in Australien.

## Lage
Das Bonegilla-Lager lag an den Ufern des Murray River, 12 km von Wodonga, über 300 km von Melbourne und etwa 600 km von Sydney entfernt. Es erstreckte sich über ein Gelände von 130 ha und befand sich bei der kleinen Ortschaft Bonegilla im Nordosten von Victoria in Australien, zwischen dem Lake Hume und der Stadt Wodonga. Das Lager diente im Zweiten Weltkrieg als Armeebasis und ist heute mit den Latchford Barracks der Armee verbunden.

## Vorgeschichte
Nach den Erfahrungen des Zweiten Weltkriegs, als Australien von den Japanern angegriffen worden war, wurden die Australier sich ihrer Lage, ihrer eingeschränkten Verteidigungsfähigkeit und geringen Bevölkerungszahl bewusst und es entwickelte sich ein entsprechendes Bewusstsein, das durch das Motto populate or die (deutsch: Bevölkern oder Untergehen) zum Ausdruck kam. Ferner erforderte die Umsetzung von Großprojekten, wie das Snowy-Mountains-System, ein größeres Arbeitskräftepotential als mit der vorhandenen Bevölkerung abzudecken war. In dieser politischen Auseinandersetzung deutete sich auch eine Umkehr der jahrzehntelang praktizierten White Australia Policy an und Australien öffnete sich für Einwanderer und neue kulturelle Einflüsse.

## Lagerleben
Das Lager wurde 1947 eröffnet und im November 1971 geschlossen. Etwa 1,5 Millionen Menschen durchliefen es nach ihrer Ankunft in Australien, davon beherrschten etwa 300.000 die englische Sprache nicht.
Das Konzept zur Integration in die Gesellschaft Australiens war einfach: Diese Lager sollten ein Schulungszentrum für diejenigen sein, die die englische Sprache nicht beherrschten und sie ins australische Leben einführen. Die Ankommenden wurden gesundheitlich untersucht und sie sollten sich im Lager aufhalten, bis ihnen die Regierung eine Arbeit beschafft hatte. Normalerweise war das Lager von 2.000 bis maximal 5.000 Menschen bewohnt, zeitweise war es allerdings mit 7.700 überfüllt und so mussten 1.000 Menschen in Zelten untergebracht werden.
Das Lager war sehr einfach eingerichtet, es bestand aus 24 Gebäudeblöcken, jeder Block mit einer Küche und einem Essensraum, einer Abstellkammer und einem Bad- und Toilettenblock. In jedem Block wurde das Essen für die Immigranten zubereitet, das gemeinsam eingenommen wurde. Das Essen war mit einem typischen Militäressen vergleichbar, sowohl hinsichtlich der Essensauswahl als auch der Essenszeiten, und auf die Essgewohnheiten der Einwanderer wurde keine Rücksicht genommen. Dies führte nicht nur zu Unzufriedenheit, sondern manche Einwanderer kochten im Verborgenen.
Die Unterkünfte waren aus Holz erstellte Armeegebäude mit ungedämmten und blanken Wellblechwänden verkleidet, die Dächer waren mit Asbestzementplatten eingedeckt. Die Blöcke waren zuerst in Räume für 20 Personen aufgeteilt, Kinder und Frauen wohnten bis 1954 separat und es gab keine Heizung. Von 1951 an wurden die Innenseiten des Wellblechs verkleidet, bemalt und in Zellen von 4 × 3 m unterteilt, was eine gewisse Intimität ermöglichte. Es gab eine sogenannte Tudorhalle, die für Gemeinschaftsveranstaltungen genutzt wurde, ferner wurde das Gelände des Lagers später durch Bäume und Bepflanzungen aufgelockert.

## Arbeitssuche
Die Immigranten hofften, dass sie in ihren erlernten Berufen Beschäftigung finden könnten. Die Arbeitsangebote, die ihnen unterbreitet wurden, nahmen darauf wenig Rücksicht; sie wurden grundsätzlich gefragt, ob sie jede Arbeit annehmen würden. Durch die Isolation des Lagers und die Entfernung von anderen Orten, wie auch durch die Lebensverhältnisse im Lager, entstand Druck die angebotene Arbeit anzunehmen.

## Öffentlichkeit

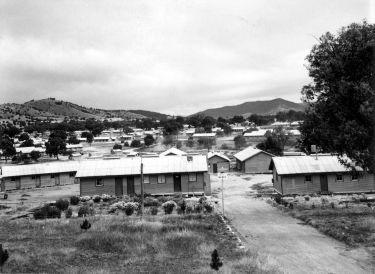
Block 4 des Lagers, in dem die protestierenden italienischen Einwanderer wohnten (Bild von 1954)

Das Lager wurde von der Öffentlichkeit kaum wahrgenommen. Die erste öffentliche Aufmerksamkeit erregte der Tod von 13 neu angekommenen Kindern. Daraufhin stellte eine offizielle Untersuchungskommission fest, dass sie sich auf dem Schiff infiziert hatten, kritisierte allerdings das unfähige Personal und das schlecht ausgestattete Lager-Hospital. 1952 gab es Proteste über das Essen und die herrschenden Verhältnisse. Als 1961 italienische und deutsche Immigranten das für Arbeitsvermittlung zuständige Büro vandalierten, sich mit der Polizei gewaltsame Auseinandersetzungen lieferten und die Protestierenden  auf Plakate Wir wollen zurück nach Europa und Bonegilla Camp ohne Hoffnung schrieben, reagierten die australischen Behörden und sahen sich genötigt ihre Einwanderungspolitik zu überprüfen.

## Heute
Der einzige Bereich, der heute an das Lager erinnert, ist eine Skulptur und der Block 19, in dem 320 Menschen aufgenommen werden konnten. Dieser Gebäudekomplex ist nun ein Museum und er wurde am 7. Dezember 2007 in die Australian National Heritage List aufgenommen.